# Solanum aethiopicum
La melanzana rossa (Solanum aethiopicum L.) è una pianta della famiglia delle Solanacee 

## Descrizione

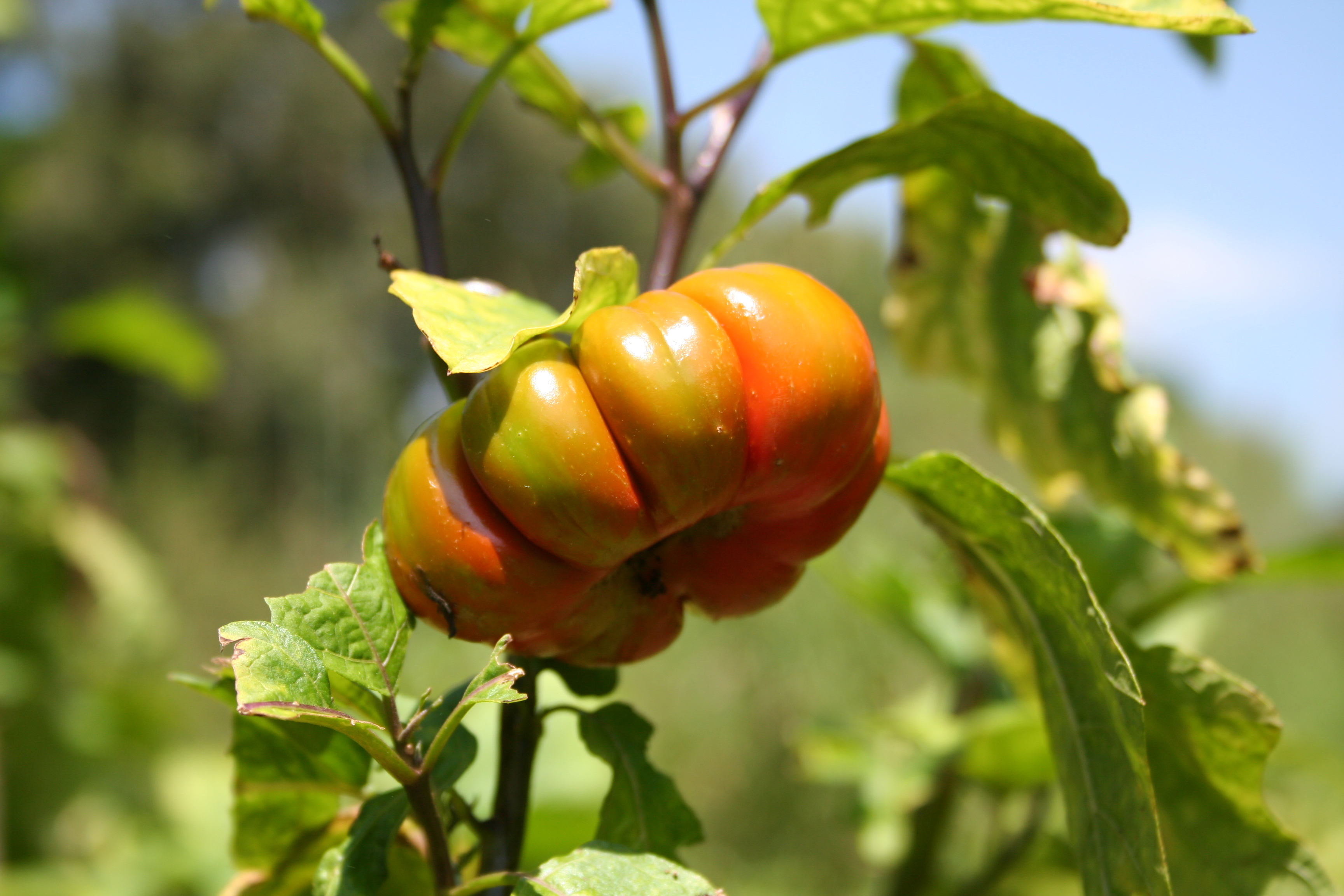
Frutto di melanzana rossa, Burkina Faso

D'aspetto simile alla melanzana per portamento ma il suo frutto arrotondato si colora di rosso intenso come un pomodoro, tanto da essere scambiata per quest'ultimo. La colorazione rossa è data dall'aumento del contenuto di carotene durante la maturazione della bacca.

## Coltivazione
Viene coltivata essenzialmente in Africa e in Asia tropicale. Il clima ottimale per la melanzana rossa è un clima caldo e asciutto, come quello della savana africana.
In Italia, la melanzana rossa è coltivata nel Massiccio del Pollino, in Basilicata, con il nome di melanzana rossa di Rotonda o melanzana a pomodoro (dal nome lucano merlingiana a pummadora), riconosciuta con il marchio DOP. È, altresì, prodotta nella Valle del Mercure tra Basilicata e Calabria; e in Campania, nei territori del Cilento. Probabilmente venne importata in Italia dai reduci delle guerre coloniali della fine del XIX secolo. In passato ha rischiato di estinguersi in Italia, ma la valorizzazione avvenuta grazie ad operatori turistici, agricoltori ed alcuni enti istituzionali che ne hanno promosso il consumo e la coltivazione, ha portato al suo riconoscimento come Presidio Slow Food e alla proposta per il riconoscimento del marchio DOP, avvenuto nel 2007.

## Varietà
- “Turkish Orange” o “Turkish Italian”

I frutti di questa varietà diventano rosso-arancione una volta maturi, anche se vengono mangiati solitamente quando sono ancora verdi. Il loro gusto dolce le fa preferire nella preparazione dei curry tailandesi.
- “Sweet Red”

Questa varietà ha un sapore più forte ma non amaro.
- “Small Ruffled Red”, “Red Ruffles”, o “Hmong Red”

Le bacche di questa varietà sono rosse e presentano profondi solchi. Hanno un sapore amaro e sono utilizzate nella cucina asiatica sudorientale.

## Usi

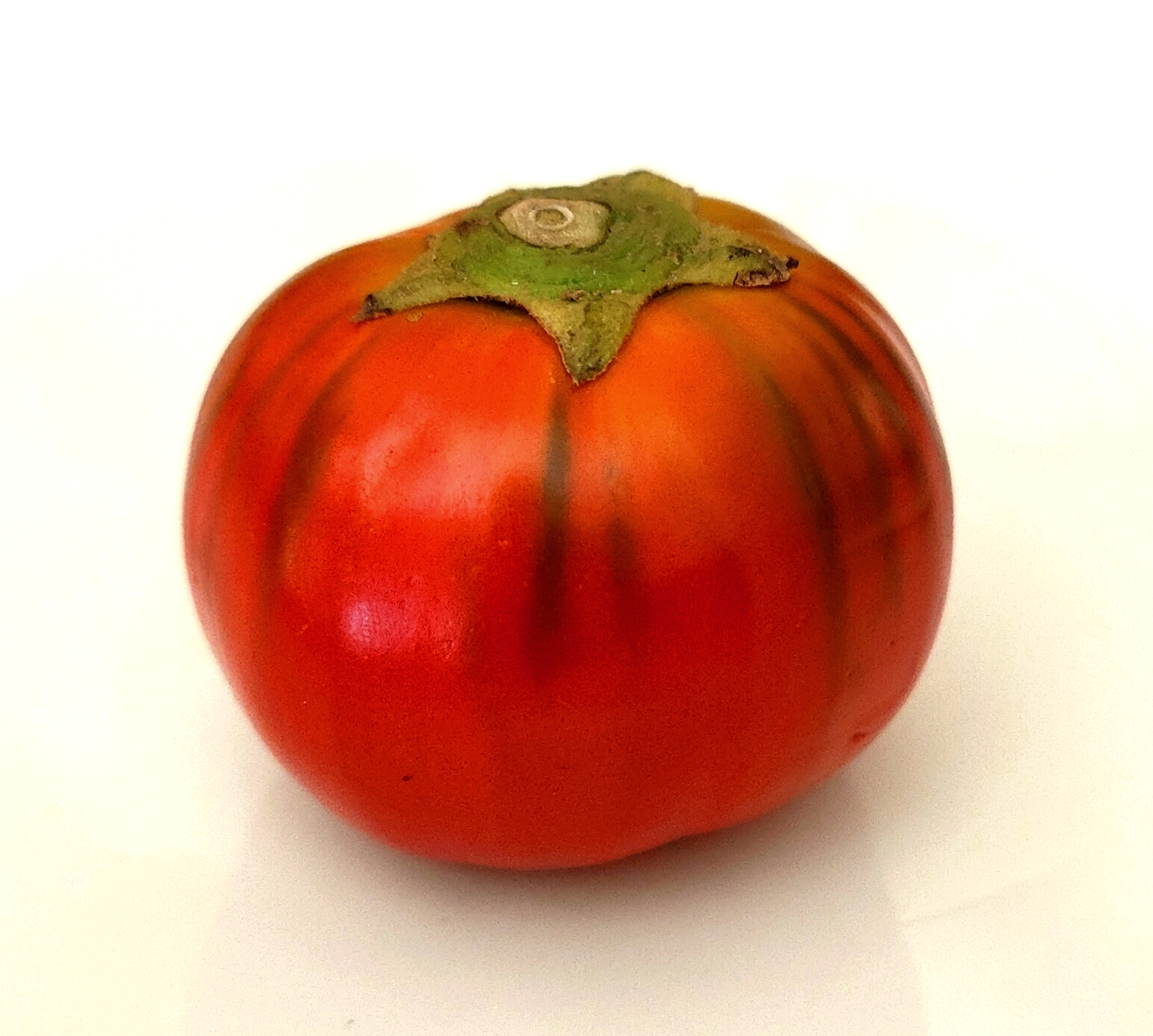
Melanzana rossa di Rotonda

- I frutti della melanzana rossa vengono consumati sia crudi che cotti, e anche le foglie vengono consumate in modo simile agli spinaci. Le foglie sono più nutrienti dei frutti. I frutti possono avere un gusto più o meno amaro in relazione al contenuto in saponine.
- In Asia la pianta viene utilizzata a scopo ornamentale.